# 需求的价格弹性
需求价格弹性（英語：Price elasticity of demand），在经济学中一般用来衡量需求的数量随商品价格的变动而变化的弹性。通常来说，因为財貨价格的下跌会导致需求量的增加，反之商品价格的上升会减少需求量；所以一般情况下价格与需求量成反比，需求的价格弹性系数为负数。分析师通常知道，但经常会省略负号，有时会引起误会。实际上，仅有如韦伯伦商品和吉芬商品等不符合需求定律的特殊商品的需求价格弹性会是正数。 通常来讲，当需求价格弹性绝对值小于1时，这个商品可以称为缺乏弹性；即：当商品价格产生变动时，对需求的影响较小。反之当需求价格弹性的绝对值大于1时，这个商品可以称为富有弹性。需求彈性為0时，則代表完全無彈性，即此商品存在着与价格无关的刚性需求。需求弹性为无限大时，则代表该商品具有完全弹性，即使价格产生轻微变动也会使得需求全部消失。
当需求价格弹性恰好为1时，称此商品拥有单位弹性，此时可以达到利润最大化。因此商品的需求价格弹性，可以反应该商品的租税负担率。某件商品的需求价格弹性可以通过市场调研以及联合分析得出。
假设{\displaystyle Q}为某个商品的需求的数量，{\displaystyle P}为该商品的价格，{\displaystyle Delta}（Δ）為新舊商品需求量/價錢的差，则计算需求的价格弹性
{\displaystyle E_{d}}为，
{\displaystyle E_{d}={\frac {\Delta Q/Q}{\Delta P/P}}={\frac {\Delta Q}{\Delta P}}\cdot {\frac {P}{Q}}}
使用微积分：
{\displaystyle E_{d}=-{\frac {dQ}{dP}}\cdot {\frac {P}{Q}}}

## 不同的弹性程度
对于商品的不同弹性程度，我们有不同的称呼
1. 當{\displaystyle E_{d}=0}：完全无弹性（perfectly inelastic）
2. 當{\displaystyle 0<|E_{d}|<1}：缺乏弹性、不富彈性，或無彈性（inelastic）
3. 當{\displaystyle |E_{d}|=1}：单位弹性、單一彈性，或恆一彈性（unitarily elastic）
4. 當{\displaystyle 1<|E_{d}|<\infty }：富有弹性（elastic）
5. 當{\displaystyle E_{d}=\infty }：完全弹性或完全有彈性（perfectly elastic）

## 影響需求彈性的因素
- 替代品的多寡

一件商品的替代品愈多，該商品的需求彈性就愈大。以飲品市場為例，有百事可樂，有可口可樂。對可口可樂的需求彈性自然高。
- 該物消費支出佔總所得的比例

報紙非必需品，但是因為只售1元，佔消費者的支出比例不大，需求彈性便低。
- 物品耐用性

當某種耐用、耐久的物品出現漲價，消費者將會將手中已有的商品延遲丟棄湊合使用，延遲購買新品，所以此類商品彈性較高。
- 必需品或奢侈品
  - 一般情况下，必需品由于生活中不可缺少的，小量的价格变动不会引起需求急剧变动，因此被认为是缺乏弹性的，而奢侈品则是富有弹性的。[1]
  - 特例：理性消费者对商品的需求数量随着其价格的上升而上升也是可能的。最典型的两类商品为吉芬商品和韋伯倫商品。
- 商品的定義範圍

该商品的销售区域，使用区域等区域性或者其他特性。以区域性而言，房地产就是典型的区域性商品，每个不同区域的房地产都有不同的价格和不同的需求量。
- 時間的長短

隨著時間的長度增加，商品會愈來愈有彈性。
例如：當汽油的價格上漲時，汽油的需求量只會在頭幾個月微幅減少。不過，隨著時間的增加，人們會買更省油的汽車、改搭大眾運輸工具、或搬到離上班地點較近的區域居住。在幾年之內，汽油的需求量會明顯減少。

## 价格弹性的研究方法
- 测试市场
- 历史销售数据的分析
- 综合分析

## 参見
- 經濟學
- 弹性 (经济学)
- 需求与供应
- 供给的价格弹性
- 需求的收入弹性
- 需求的交叉弹性